# Денисович, Надежда Николаевна
Надежда Николаевна Денисович (1919, хутор Прибозье, Домановичская волость, Речицкий уезд, Гомельская губерния, РСФСР — 14 июля 1942, урочище Рубаники, Речицкий район, Гомельская область, БССР) — первый комиссар Домановичского партизанского отряда, позже преобразованного в 101-ю Домановичскую партизанскую бригаду. Расстреляна немецкими оккупантами.

## Биография
Родилась в 1919 году в крестьянской семье на хуторе Прибозье, расположенном между деревнями Давыдовичи и Казанск Домановичской волости Речицкого уезда Гомельской губернии (ныне Калинковичский район Гомельской области). Отец Надежды, Николай Данилович Денисович, 1883 г.р., из деревни Давыдовичи Домановичской волости Речицкого уезда Минской губернии. Мать, Агриппина Францевна Денисович (Лавда), 1884 г.р., из деревни Казанск Домановичской волости. Надежда Николаевна, самый младший ребёнок в семье. Её старшие сёстры: Елена, 1907 г.р., Наталья, 1909 г.р., Полина, 1911 г.р., Матрёна, 1913 г.р., Брат Афанасий, 1917 г.р.
В начале 1930-х годов, Надежда вместе с семьёй переехала с хутора Прибозье в соседнюю деревню Блудим. Закончила на отлично Холодницкую начальную школу, её наставницей была Пилькевич. Затем успешно закончила Домановичскую среднюю школу. Поступила в Мозырский педагогический техникум. С 1937 года работала учительницей в Славани, затем директором школы в Березняках, Домановичского района, Полесской области. Перед войной стала кандидатом в члены партии. Когда училась в Мозырском педтехникуме стала Ворошиловским стрелком, разбирала винтовку образца 1891 года.

### Предвоенные годы
Гармаш Афанасий Филиппович рассказывает о Надежде: «В 1937 году мы переехали в Славань и она приехала. Молодая, весёлая. Любила в колхозном клубе вечера. Она на гитаре, а я на скрипке. Платье белое, желтоватое, вроде шёлковое, платок белый с длинными махрами завязан через плечо. Каждый выходной — полный клуб. Танцевали, пели, она заводила: „Три танкиста“, „Марсельезу“ играла. „Любимый город, можешь спать спокойно“ — это её любимая песня. Она была учительницей. Когда директора школы Радько Николая забрали в армию, она стала заведующей. Затем её послали на курсы, а с них в семилетку в Березняки, директором. А школу передали мне. Она с курсов приезжала в Славань, всегда с улыбкой, любила получше одеться, побывать на уроках. С нами, старшими учителями она любила посоветоваться. На колхозном собрании часто выступала. 12 декабря 1937 года проходили первые выборы в Верховный Совет. В Славани был избирательный участок. Она была кандидатом в члены партии и возглавляла выборный участок, была в правлении колхоза».
В 1940—1941 годах Надежда работала директором Березняковской семилетней школы, вела историю и географию, была депутатом Крюковичского сельсовета, секретарём комсомольской организации в Березняках.

### Война
Надежда кандидат в члены ВКП(б)/КПСС с 1937 года. В августе 1941 года по заданию Домановичского райкома КП(б)Б оставлена в тылу врага для организации партизанской борьбы. С первых дней оккупации Надежда начинает работу по организации отряда. Беседует с людьми, убеждает в необходимости борьбы, уговаривает уходить в партизаны и собирать оружие. В октябре 1941-го по заданию ЦК КП(б)Б в Домановичский район для организации партизанского движения прибывает Павел Кашеваров, уроженец соседней с Блудимом деревни Раков. С появлением Павла Кашеварова, работа по созданию отряда активизируется. Под руководством П. Кашеварова была создана подпольная организация, состоявшая из местных патриотов и бойцов Красной Армии, вышедших из окружения.
В руководстве подпольной организации Надежда была ответственной за проведение агитационно-массовой работы среди населения (подготовка, печатание и распространение листовок, призывов к советским людям), руководила группами подпольщиков, действовавших в деревнях: Блудим, Холодники, Домановичи, Лампеки, Анисовичи, Тарканы, Бобровичи. Неоднократно выходила на связь с партизанским отрядом Бумажкова и Павловского, действовавшего в Октябрьском районе, отвечала за взаимодействие с соседними отрядами. Участвовала в боевых операциях по разгрому полицейских гарнизонов в д. Карповичи, Холодники, Тарканы и др. В доме её отца Денисовича Николая Даниловича была конспиративная явочная квартира подпольной организации.
Весной 1942 года Домановичские подпольщики создали свой партизанский отряд, насчитывавший около пяти десятков бойцов. Надежду Денисович партизаны избрали первым комиссаром отряда, командиром отряда стал Павел Кашеваров.
Перед отступлением войск Красной армии, во дворе отца Надежды — Николая Даниловича, был организован склад оружия, одежды и продовольствия (сахар, мука, спирт). Осенью 1941 го один из руководителей района, оставленный как и Надежда в тылу врага для борьбы, становится предателем, приезжает с полицией. Предатели выкапывают и увозят содержимое склада, арестовывают Надежду. После 10 дней ареста, Надежду освобождают под подписку о запрете покидать деревню. Её поселили в Блудиме у сестры Натальи — напротив дома старосты — Акулова Аксёна. Весной Надежде разрешили перебралась в дом к родителям. Надежда рассказывала, что её спас Лахман. Позже Лахман предлагал ей работать в школе в Домановичах, но она отказалась.
Надежда не сломлена арестом и продолжает борьбу с фашистами. В подпольное движение вовлечены многие члены её семьи — родители Николай Данилович и Агриппина Францевна, племянница Мира Буракова, сестра Наталья с детьми Ниной, Павлом, Романом и Онуфрием, младшая сестра мужа сестры Натальи — Прасковья Брухацкая.
Отец Надежды, Денисович Николай Данилович, 1883 года рождения. В его доме был установлен радиоприёмник, получаемые с его помощью сводки Совинформбюро использовались для составления листовок, которые затем распространялись среди жителей окрестных деревень. В его доме также находилась явочная конспиративная квартира, в ней неоднократно проводились нелегальные собрания подпольщиков и руководителей подпольных групп. Во дворе отца Надежды — Николая Даниловича, был организован склад оружия, одежды и продовольствия (сахар, мука, спирт). При аресте дочери Надежды Николаевны — был расстрелян и сожжён в своём доме 12.07.1942.
Мать Надежды, Денисович (Лавда) Агриппина Францевна, 1884 г.р., оказывала всяческую помощь подпольной организации в создании укрытия и питания подпольщиков. Была расстреляна и сожжена в своём доме вместе с мужем 12.07.1942.
Племянница, дочь старшей сестры Надежды — Елены Николаевны Денисович, Буракова Мира, 1926 г.р., выполняла задания по связям с группами подпольщиков. Расстреляна вместе с Надеждой в урочище Рубаники, около Василевич, 14.07.1942.
Старшая сестра Надежды, Брухацкая (Денисович) Наталья Николаевна, 1909 г.р., Она и её дети активно помогали подпольщикам. В её доме была подпольная конспиративная квартира. С июня 1942 была связной Домановичского партизанского отряда, затем 101 партизанской бригады. Наталья каждый день пекла партизанам хлеб. К середине войны — печь почти развалилась от такой нагрузки. Дети Онуфрий (1932 г.р.) и Роман (1934 г.р.) ежедневно носили испечённый матерью хлеб партизанам в лес. Семья Натальи всю войну помогала партизанам и советским солдатам, выходящим из окружения. Несколько раз укрывали раненых советских солдат у себя в погребе, делая им перевязки. Ставили их на ноги и переправляли в партизанский отряд. Напротив дома Натальи находился дом старосты — Акулова Аксёна, поэтому Наталья находилась под постоянным контролем. Староста подозревал, что Наталья и её семья помогают партизанам, поэтому при каждом появлении немцев и полицаев в деревне, они были вынуждены покидать дом и скрываться у знакомых или в лесу.
Сын Натальи, Брухацкий Павел Степанович, 1929 г.р., будучи подростком оказывал активную помощь подпольной организации, а затем и партизанскому отряду в сборе оружия, патронов, неоднократно выполнял поручения по установлению связей с подпольщиками. Сражался в отряде, участвуя во многих операциях. С апреля 1942 до декабря 1943 года был связным Домановичского партизанского отряда, затем 101 партизанской бригады.
Дочь Натальи — Нина Степановна Брухацкая (Белая), 1927 г.р., была связной партизанского отряда, как и её тётя по отцу Брухацкая Прасковья Ивановна, 1923 г.р. Девушки систематически выполняли поручения подпольной организации по установлению связей с подпольщиками, по распространению среди населения листовок. С июня 1942 до декабря 1943 года были связными Домановичского партизанского отряда, затем 101 партизанской бригады.

### 12 июля 1942 года
12 июля 1942 года, на Петров день, семья родителей Надежды собралась за столом дома на обед. За полчаса до этого жена Афанасия (брата Надежды) — Ольга Бабок беседовала на улице с соседкой — Матрёной Власенко, женой лесника Филимона Власенко. К ним подошла молодая девица, в чёрном платье, белой косынке и туфлях, и попросилась зайти в дом к Матрёне. Ольга Бабок вернулась в дом к свёкру.
Надежда уже жила в отряде, дома появлялась редко. В тот день она пришла к родителям, уговаривала их бросить дом и перебраться в партизанский отряд в Октябрьск. Но они отказывались покидать дом. За столом были Николай Данилович, Агриппина Францевна, Мира Буракова, Ольга Бабок, племянники — сын сестры Натальи — Роман и сын сестры Матрёны — Толик, младшая сестра мужа Натальи Денисович — Паша Брухацкая. В дверь постучались — вошла соседка Матрёна Власенко. Сказала, что та молодая девушка, что подошла на улице, просит Надежду зайти в дом к Матрёне. Как только Надежда вышла из ворот двора, Надежду схватили, из леса выехали машины. Ольга Бабок выпрыгнула из окна и через жито убежала к родственникам в соседнюю деревню Сельцы. Малолетние Толик с Романом выскочили на улицу и убежали. Поначалу разрешили уйти и Мире с Пашей Брухацкой. Но затем их догнал полицай — «Кто из вас Буракова Мира?», и Миру арестовали. Родителей, Николая Даниловича и Агриппину Францевну расстреляли в доме и вместе с домом подожгли. Также были арестованы соседи напротив — Матрёна и Филимон Власенко, а их четверо детей заживо сожжены в доме. Целью приезда фашистов было получение информации о месте расположения партизанского отряда, расположенного неподалёку в лесу, между Блудимом и Раковом. Немцы и полицаи долго пробыли в Блудиме, допрашивая Надежду, Миру и лесника Филимона Власенко, но результата не добились.
В тот день были арестованы участники Василевичского подполья и часть Домановичских партизан. Арестованных привезли в Василевичи. Весь следующий день их пытали и допрашивали, а 14 июля 1942 года вывезли в грузовиках в урочище Рубаники на окраине Василевич и расстреляли.
Саму же Надежду каратели предали особо мучительной смерти — её закопали в землю живой. Возможно это является правдой, так как во время проводившегося после войны вскрытия захоронения, на теле Надежды пулевых ранений обнаружено не было.
Осталась её последняя записка: «Я верю в Вас, тех, кто останется после нас. Вы будете ходить по тем дорожкам, по которым ходили мы. Вы будете любить своих детей так, как любила их Матрёна и Люба … И мы будем жить среди Вас, в Ваших сердцах, в Вашей памяти. Не забывайте, помните, как мы хотели жить, радоваться солнцу, цветам, первому снегу, детскому смеху… Но дороже всего в своей жизни мы ценили свободу Родины. Защищайте, берегите её. И за нас и во имя нас».

## Награда
Указом Президиума Верховного Совета СССР от 13 ноября 1942 года Надежда посмертно награждена орденом Красной Звезды, за активное участие в работе подпольной организации и партизанской борьбе в тылу врага.
Указом Президиума Верховного Совета СССР от 10 мая 1965 года Надежда Николаевна Денисович награждена посмертно медалью «За отвагу».

## Память
- 23 июня 1964 года Калинковичский райисполком принял решение об увековечении памяти партизанки Надежды Николаевны Денисович. В связи с чем родную деревню Надежды Блудим переименовать в Надеждино, на здании Домановичской средней школы, где училась Надежда Николаевна, установить мемориальную доску. 12 июля 1965 года деревню Блудим переименовали, но не в Надеждино а в Денисовичи[2].
- В 2009 году после ремонта здания восстановлена мемориальная доска на здании бывшей средней школы в деревне Домановичи[6].
- В 2010 году издана документальная повесть «Сирень на пепелище», написанная в 1973 году И. Котляровым и П. Далбой[7][8]